# 124 (число)
Вижте пояснителната страница за други значения на 124.
124 (сто двадесет и четири) е естествено, цяло число, следващо 123 и предхождащо 125.
Сто двадесет и четири с арабски цифри се записва „124“, а с римски цифри – „CXXIV“. Числото 124 е съставено от три цифри от позиционните бройни системи – 1 (едно), 2 (две), 4 (четири).

## Общи сведения
- 124 е четно число.
- 124-тият ден от годината е 4 май.
- 124 е година от Новата ера.